# Шорт-Гіллс (Нью-Джерсі)
Шорт-Гіллс (англ. Short Hills) — переписна місцевість (CDP) в США, в окрузі Ессекс штату Нью-Джерсі. Населення — 14 422 особи (2020).

## Географія
Шорт-Гіллс розташований за координатами 40°44′21″ пн. ш. 74°19′39″ зх. д. / 40.73917° пн. ш. 74.32750° зх. д. (40.739157, -74.327442).  За даними Бюро перепису населення США в 2010 році переписна місцевість мала площу 13,50 км², з яких 13,46 км² — суходіл та 0,04 км² — водойми.

## Демографія
Згідно з переписом 2010 року, у переписній місцевості мешкало 13 165 осіб у 4146 домогосподарствах у складі 3680 родин. Густота населення становила 975 осіб/км².  Було 4292 помешкання (318/км²).
Расовий склад населення:
| - 81,4 % — білих - 15,5 % — азіатів - 1,0 % — чорних або афроамериканців |

До двох чи більше рас належало 1,8 %. Частка іспаномовних становила 2,4 % від усіх жителів.
За віковим діапазоном населення розподілялося таким чином: 34,4 % — особи молодші 18 років, 54,5 % — особи у віці 18—64 років, 11,1 % — особи у віці 65 років та старші. Медіана віку мешканця становила 41,3 року. На 100 осіб жіночої статі у переписній місцевості припадало 96,1 чоловіків;  на 100 жінок у віці від 18 років та старших — 92,3 чоловіків також старших 18 років.
За межею бідності перебувало 1,9 % осіб, у тому числі 2,7 % дітей у віці до 18 років та 2,4 % осіб у віці 65 років та старших.
Цивільне працевлаштоване населення становило 5480 осіб. Основні галузі зайнятості: фінанси, страхування та нерухомість — 29,5 %, освіта, охорона здоров'я та соціальна допомога — 21,3 %, науковці, спеціалісти, менеджери — 16,4 %.